# Ekonomika Robinsona Crusoe
Ekonomika Robinsona Crusoe (anglicky Robinson Crusoe economy) je pojem, který označuje jednoduchou konstrukci používanou ke studiu určitých fundamentálních problémů v ekonomii. Ekonomika Robinsona Crusoe předpokládá ekonomiku s jedním spotřebitelem, jedním výrobcem a dvěma druhy zboží. Jméno Robinsonova ekonomika je odvozené od hlavního hrdiny stejnojmenného románu Daniela Defoea z roku 1719 s názvem Robinson Crusoe.
Mnoho ekonomů zabývajících se mezinárodním obchodem považuje tuto zjednodušenou a zidealizovanou (často nazývanou i primitivní) teorii za důležitou vzhledem k její schopnosti zjednodušit komplexnost reálného světa. Nepřímo vyjádřeným předpokladem v této teorii je, že studium ekonomiky s jedním ekonomickým zástupcem poskytuje užitečný vhled do fungování reálných ekonomií s množstvím ekonomických zástupců. Tento článek se vztahuje ke studiu spotřebitelského chování, výrobního chování a rovnováhy v mikroekonomii. V ostatních částech ekonomie je Robinsonova ekonomika používaná v podstatě stejným způsobem. Například ve veřejných financích se Robinsonova ekonomika používá ke studiu různých typů veřejných statků a některých aspektů kolektivních benefitů. Tato teorie se také používá v růstové ekonomii k vyvíjení růstových modelů v rozvojových zemích, využívaných k nastolení cesty stabilního růstu s použitím technik úspor a investování.

## Rámec teorie

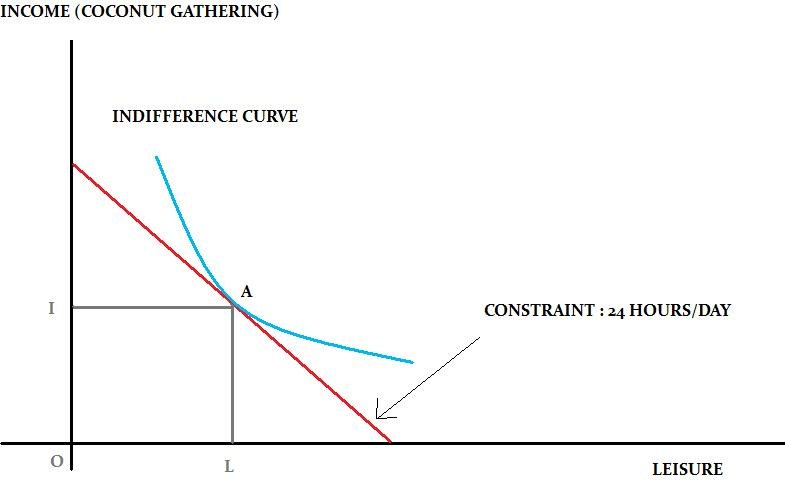
Obrázek 1

Předpokladem je, že Robinson Crusoe ztroskotal na opuštěném ostrově. Základní související předpoklady o ekonomickém prostředí ostrova jsou tyto:
1. Ostrov je odříznut od zbytku světa (tím pádem Robinson nemůže s nikým obchodovat).
2. Nachází se tam pouze jeden ekonomický zástupce (Robinson Crusoe).
3. Všechny komodity na tomto ostrově musí být vytvořeny přímo na ostrově nebo nalezeny v existujících zásobách.

Na ostrově se nachází pouze jeden jedinec, sám Robinson Crusoe. Robinson Crusoe se chová jako producent s cílem maximalizovat profit, a zároveň jako spotřebitel s cílem maximalizovat užitek. Možnost obchodu může být do teorie představena přidáním další osoby do ekonomiky ostrova. Touto osobou je Robinsonův přítel, člověk Pátek. Přestože v románu se jedná o Robinsonova služebníka, v Robinsonově ekonomice je Pátek uvažován jako další člen ekonomiky ostrova s rovnocennými rozhodovacími právy jako Robinson. Společně s tím mohou být analyzovány podmínky Paretova optima, pokud zároveň uvažujeme koncept boxového diagramu.
Crusoe má, podobně jako domácnosti (zdroje pracovní síly), na výběr dvě aktivity, které může provozovat – vydělávat (získávat příjem) nebo mít volno. Příjmovou aktivitou je v tomto případě sbírání kokosů. Jak je obvyklé, čím více času využije pro svoje volnočasové aktivity, tím míň má jídla a obráceně, čím více času stráví sbíráním kokosů, tím míň času má na volnočasové aktivity. To je znázorněno na obrázku 1.

## Funkce produkce a indiferenční křivka
Crusoova indiferenční křivka zobrazuje jeho preference pro rozdělení času na volno a sbírání kokosů, zatímco produkční křivka zobrazuje technologický vztah mezi tím, jak moc pracuje a tím, kolik kokosů nasbírá. Pokud jsou osy zachycující sběr kokosů a volný čas obrácené a zakreslené s Crusoovou indiferenční mapou a funkcí produkce, vznikne graf na obrázku 2.
Křivka produkce je ve dvou dimenzionálním zobrazení konkávní a ve troj dimenzionálním zobrazení konvexní. To znamená, že čím déle Robinson pracuje, tím více kokosů bude schopný nasbírat. Jenže, vzhledem ke klesající mezní návratnosti práce, bude tento nárůst zisku kokosů s každou další hodinou práce menší.
Bod, ve kterém Crusoe dosáhne rovnováhy mezi počtem hodin strávených sbíráním kokosů a počtem hodin určených k relaxaci, je bodem, ve kterém se nejvyšší indiferenční křivka a funkce produkce dotýkají. Tohle bude Robinsonovým ideálním bodem za předpokladu, že technologická omezení jsou daná a nemohou být změněna. V tomto rovnovážném bodě musí být sklon nejvyšší indiferenční křivky roven sklonu produkční křivky.
Vzpomeňme, že mezní míra substituce ve spotřebě vyjadřuje míru ochoty spotřebitele vyměnit jeden produkt za druhý se zachováním stejné úrovně užitku. Dále že mezní produkt vkladu je extra výstupem (produktem), který je možné vyprodukovat použitím jedné další jednotky vkladu, pokud předpokládáme, že množství ostatních vkladů do produkce se nezměnilo. Pak platí
MPL = MRSvolno, kokosy
kde
MPL = mezní produkt práce
a

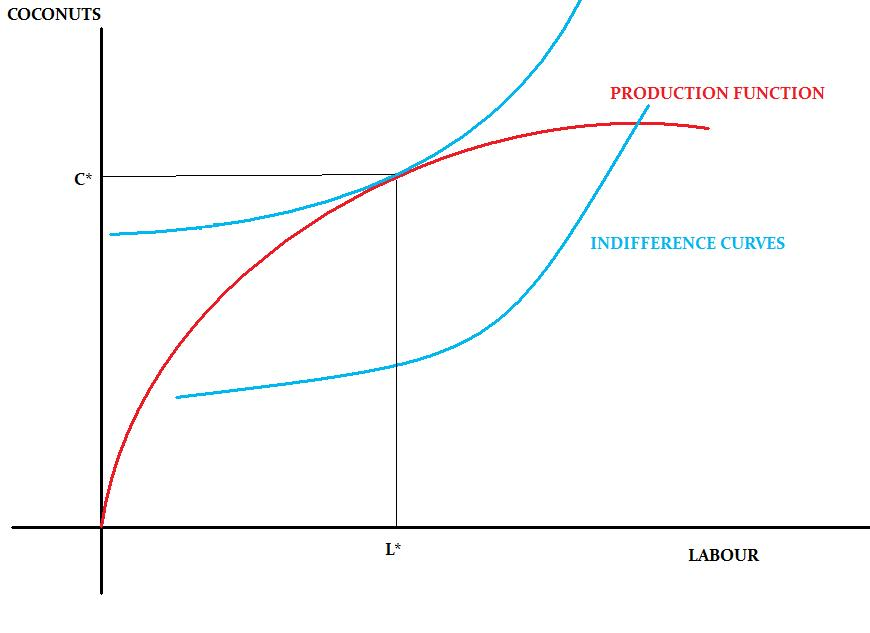
Obrázek 2

MRSvolno,kokosy = mezní míra substituce mezi volnem a kokosy

## Crusoova mnohostranná role
Předpokládejme, že se Crusoe rozhodne, že přestane být jak producentem tak spotřebitelem najednou. Rozhodne se, že jeden den bude producentem a druhý sem bude spotřebitelem. Jeho dvě role výrobce a spotřebitele jsou rozděleny a studovány odděleně, abychom porozuměli elementární formě spotřebitelské teorie a výrobní teorie v mikroekonomii. Aby mohl rozdělit svůj čas mezi výrobu a spotřebu, musí vytvořit dva oddělené trhy, trh s kokosy a trh práce. Crusoe také založí firmu, jejímž bude jediným majitelem. Firma se bude snažit maximalizovat zisky rozhodováním, kolik pracovní síly najmout a kolik kokosů vyprodukovat vzhledem k jejich ceně. Jako zaměstnanec této firmy bude Crusoe pobírat mzdu, jako majitel této firmy bude vlastnit veškeré zisky a jako spotřebitel bude rozhodovat, kolik výrobků firmy zakoupit na základě své mzdy a převažující tržní ceny. Předpokládejme, že Robinson vytvořil pro své potřeby fiktivní měnu `dolary`. Dále pro zjednodušení předpokládejme, že cena jednoho kokosu je 1 dolar. Tento předpoklad zjednoduší kalkulace v početních příkladech, protože zahrnutí ceny do výpočtu nezmění výsledek analýzy.

### Producent

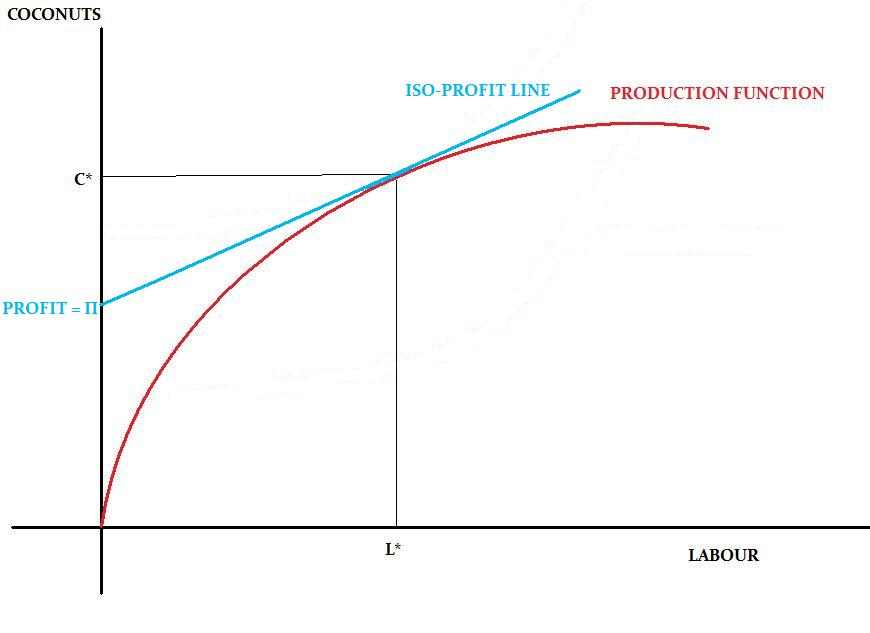
Obrázek 3

Předpokládejme, že firma vyprodukuje určitý počet kokosů C. π představuje výši zisku. Předpokládejme také, že když mzdová sazba, za kterou firma zaměstnává pracovní sílu, je w, L je počet pracujících, kteří budou zaměstnáni.
π = C - wL
C = π + wL
Výše uvedená funkce popisuje izozisková linie. Zisky lze maximalizovat, když se mezní produkt práce rovná mzdově sazbě (mezní náklady produkce). Symbolicky,
MPL = w
Graficky, izozisková linie musí být tečnou funkce produkce.
Výši zisku, kterou bude „firma“ Robinsona Crusoe mít, měří právě vertikální průsečík izoziskové linie. Díky takovéto výši zisku, Π , je možné nakupovat kokosy za Π dolarů. Vzhledem k tomu, že cena kokosu je 1 dolar, Π kokosů může být zakoupeno. Firma také vyhlásí dividendu Π dolarů. To bude dáno jedinému akcionáři firmy, a to Robinsonovi samotnému.

### Konzument

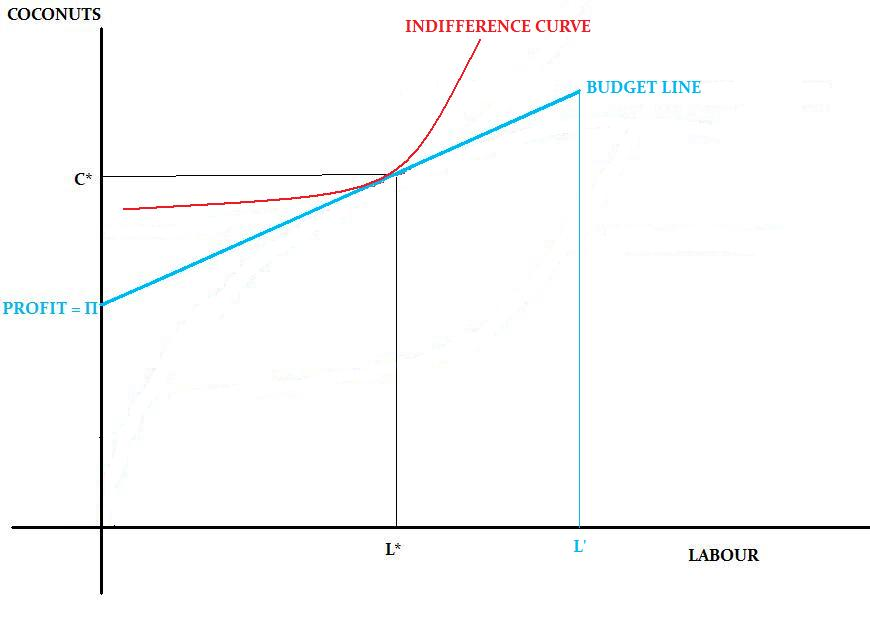
Obrázek 4

Jako spotřebitel bude muset Crusoe rozhodovat o tom, jak moc bude pracovat (nebo mít volno), a tedy konzumovat. Může se rozhodnout, že nebude pracovat vůbec, protože má Π dolarů, jelikož vlastní akcie své firmy. Místo toho uvažujme o realističtějším případu, kdy se rozhodne pracovat na několik hodin. Tato volba práce je znázorněná na obrázku 4:
Je třeba si uvědomit, že pracovní síla je považována za "špatnou", tedy za komoditu, která se spotřebiteli nelíbí. Její přítomnost ve spotřebitelském koši snižuje celkovou užitečnost. Na druhou stranu kokosy jsou zboží, proto mají indiferenční křivky sklon. Maximální pracovní síla je označena L‘. Vzdálenost od L‘ do L* (vybraná pracovní síla) značí Robinsonův volný čas.
Všimněte si Crusoovi rozpočtové linie. Má sklon w a prochází bodem (0, Π). To znamená že, i když zásobuje 0 pracovních sil, má Π množství kokosových ořechů (dolarů) na konzumování. S ohledem na mzdovou sazbu si Crusoe zvolí, kdy bude pracovat a kolik toho spotřebuje v tomto bodě, kde
MRSvolný čas, kokosy = w

### Rovnováha

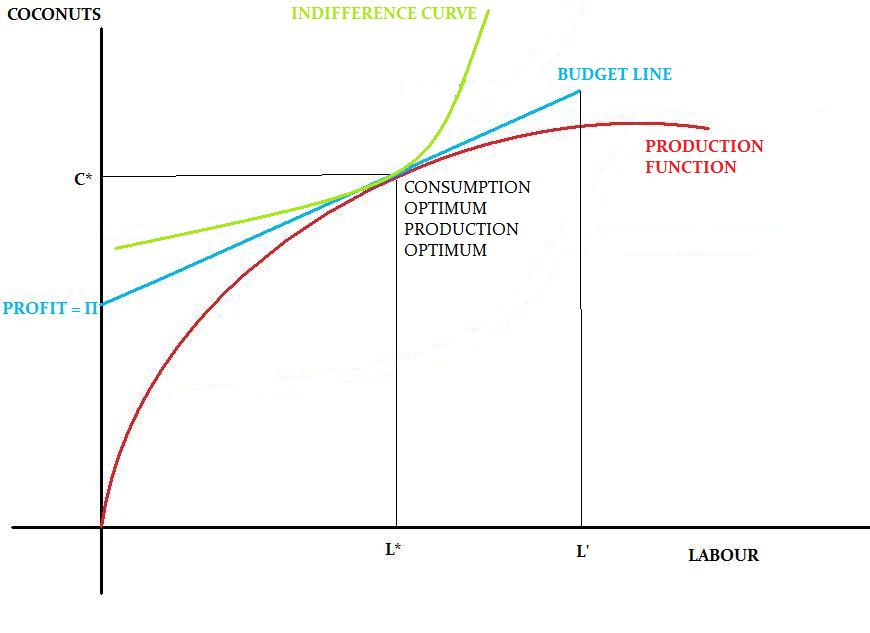
Obrázek 5

Při rovnováze se poptávka kokosů bude rovnat jejich nabídce a poptávka po pracovní síle se bude rovna
t nabídce pracovních sil.
Podle grafu toto nastane, když jsou diagramy v rámci spotřebitele a výrobce překryty
V důsledku toho, použití tržního systému má stejný výsledek jako volba maximalizace užitečnosti a minimalizace nákladů. To je důležitý výsledek, protože to znamená, pokud mluvíme o makro úrovni, že v ekonomii existuje soubor cen vstupů a výstupů tak, že firmy maximalizují zisk a užitečnost, což má za následek stejnou nabídku na všech trzích. To znamená, že může existovat konkurenční rovnováha. Výhodou konkurenční rovnováhy je, že je dosažitelná účinná alokace zdrojů. Jinými slovy, žádný ekonomický činitel nemůže být bohatší, aniž by tím pohoršil jinému ekonomickému činiteli.

## Možnosti produkce s dalším zbožím

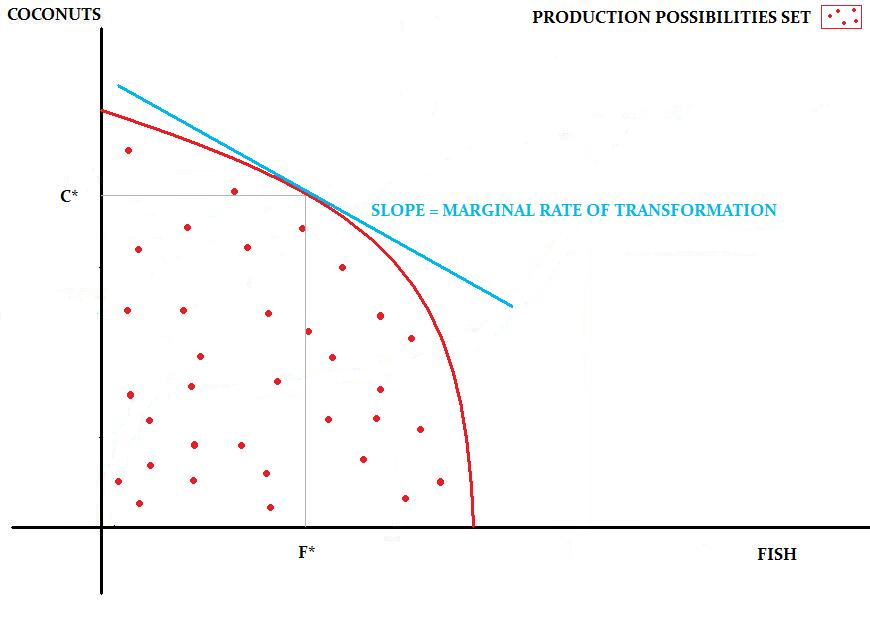
Obrázek 6

Předpokládejme, že existuje další komodita, kterou může Crusoe produkovat kromě kokosů, například ryby. Robinson se musí rozhodnout, kolik času si vyhraní pro obě aktivity a také kolik kokosů sesbírá a kolik ryb uloví. Obě činnosti zaberou Crusoovi jinou časovou délku, a proto je důležité vzít v úvahu výrobní možnosti. Ty jsou popsány na obrázku číslo 6:
Crusoe musí zvolit určité hranice produkce, které v ekonomii nazýváme hranice produkčních možností. Tato křivka měří proveditelnou výrobu, které Crusoe může dosáhnout, ačkoliv je technologicky omezen a má jen dané množství prostředků. V tomto případě je omezen počtem pracujících.
Na obrázku 6 je základní předpoklad obvyklého klesání výnosu z rozsahu vzhledem k němuž jsou hranice produkčních možností konkávní. Pokud předpokládáme rostoucí výnosy z rozsahu, například kdyby se Crusoe pustil do masové výroby, a tak by čelil snižováním nákladu, hranice produkčních možností by byla konvexní.  Hranice produkčních možností je lineární se sklonem dolů v následujících dvou případech:
1)     Pokud technologie pro sběr kokosů a chytání ryb vykazuje konstantní výnos z rozsahu
2)     Pokud je ve výrobě pouze je vstup.
Tudíž v ekonomice Robinsona Crusoe budou hranice produkčních možností lineární díky přítomnosti jediného vstupu.

## Mezní rychlost transformace
Předpokládejme, že Crusoe produkuje 4 libry ryb nebo 8 liber kokosových ořechů za hodinu. Pokud věnuje Lf hodin rybaření a Lc hodin na sběr kokosů, bude produkovat 4Lf liber ryb a 8 Lc liber kokosových ořechů.
Předpokládejme, že se rozhodne pracovat 12 hodin denně. Pak budou výrobní možnosti sestávat, ze všech kombinací ryb, F, kokosů, C.
F=4Lf
C=8Lc
Lf+Lc=12
F/4+C/8=12
Tato rovnice představuje Crusoeho PPF. Sklon tohoto PPF měří mezní rychlost transformace (MRT), tj. kolik z prvního zboží se musí vzdát, aby se zvýšila produkce druhého zboží o jednu jednotku. Pokud Crusoe pracuje o jednu hodinu méně na lovení ryb, bude mít o 4 ryby méně. Jestli tuto hodinu navíc věnuje sbírání kokosů, bude mít 8 dalších ořechů navíc.

## Relativní výhoda
V této části je zavedena možnost obchodování přidáním další osoby do ekonomiky. Předpokládejme, že nový pracovník, který je přidán k ekonomice RC, má různé dovednosti ve sbírání kokosů a lovení ryb. Druhou osobu nazýváme „Pátek“.
Pátek může produkovat 8 liber ryb nebo 4 libry kokosových ořechů za hodinu. Pokud se i on rozhodne pracovat 12 hodin, budou jeho výrobní možnosti stanoveny následujícími vztahy:
F=8Lf
C=4Lc
Lf+Lc=12
è F/8+ C/4= 12

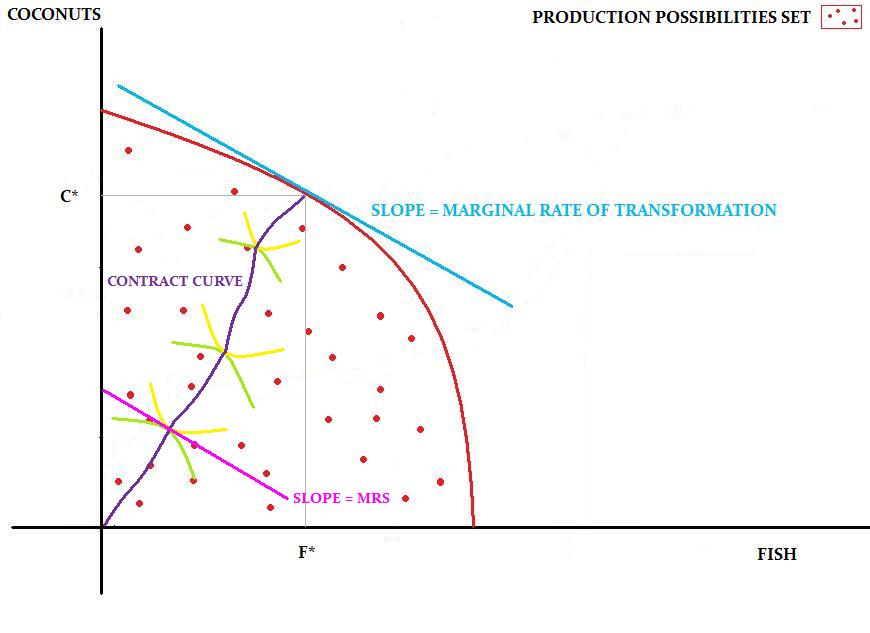
Obrázek 7

To znamená, že za každou libru kokosových ořechů, které se Pátek vzdá, může vyprodukovat o 2 libry ryb navíc.
Lze tedy říct, že Pátek má při lovu ryb komparativní výhodu, zatímco Crusoe má komparativní výhodu při sběru kokosových ořechů, Jejich příslušné PPF lze zobrazit v následujícím diagramu:
Společné výrobní možnosti stanovené na krajní pravici ukazují celkové množství obou komodit, které mohou Crusoe a Pátek společně. Kombinuje to nejlepší z obou pracovníků. Pokud oba budou pracovat pouze a sběru kokosových ořechů, hospodářství bude mít celkem 144 kokosů, 96 od Crusoa a 48 od Pátku. (To lze získat nastavením F=0 v jejich příslušných PPF rovnicích a jejich sečtením). Zde je sklon kloubového PPF -1/2.
Pokud chceme více ryb, měli bychom přemístit osobu, která má srovnávací výhodu v lovu ryb (zde je to Pátek), ze sběru kokosu. Když Pátek produkuje 96 liber ryb, je plně obsazen. Pokud má být produkce ryb v tomto bodě zvýšena, musí Crusoe začít lovit ryby. Zde je sklon společného PPF -2. Pokud chceme produkovat pouze ryby, bude mít ekonomika 144 liber ryb, 48 od Crusoa a 98 od Pátku. Společný PPF je tedy zauzlený, protože Crusoe a Pátek mají komparativní výhody v různých komoditách. Jak ekonomika získává stále více způsobu produkce a různých komparativních výhod, stává se PPF konkávní.

## Paretova účinnost
Předpokládejme, že v Páteční, Crusoovy ekonomice jsou k dispozici pro spotřebu C jednotky kokosu a F jednotky ryb. S ohledem na tento nadační svazek (C,F) lze Paretův efektivní svazek určit na základě vzájemné tečnosti křivky Crusoe a Pátek, je podél Paretův set. Toto jsou svazky, u kterých jsou Crusoeova a Páteční mezní míra substituce stejná. V jednoduché devizové ekonomice popisuje kontraktová křivka soubor balíčků, které vyčerpávají zisky z obchodu. Ale v ekonomice Robinson Crusoe / Pátek je další způsob, jak vyměnit zboží – vyrobit méně jednoho a více druhého.

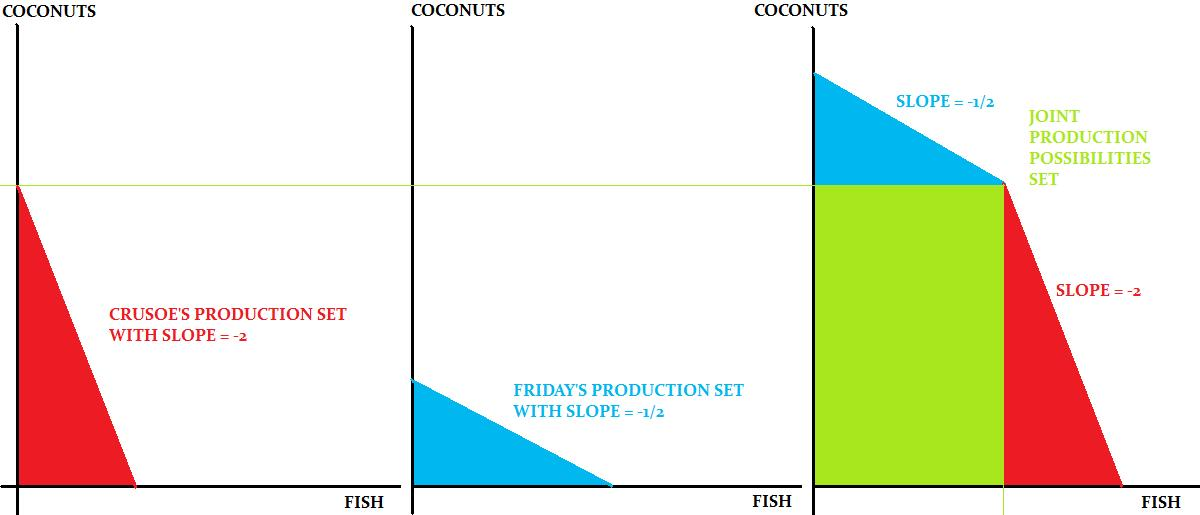
Obrázek 7

Z obrázku 8 je zřejmé, že ekonomika pracující v poloze, kde MRS buď Crusoe nebo Pátek, se nerovná MRT mezi kokosovými ořechy a rybami, nemůže být Pareto efektní. Je tomu tak proto, že míra při které je, řekněme Pátek, ochotná obchodovat s kokosovými ořechy pro ryby, se liší od míry, za kterou lze kokosové ořechy přeměnit na ryby. Existuje tedy způsob, jak vylepšit Pátek, změnou uspořádání výroby.
MRT kokosy, ryby = MRSkokosy,ryby
Toho lze dosáhnout na konkurenčním trhu decentralizací rozhodnutí o výrobě a spotřebě- Crusoe a Pátek vyřeší své vlastní problémy s tím kolik toho samostatně spotřebují a vyprodukují.